# Rebirth of a Nation
«Rebirth of a Nation» — музичний альбом гурту Public Enemy. Виданий 7 березня 2006 року лейблом Guerrilla Funk / Groove Attack. Загальна тривалість композицій становить 57:51. Альбом відносять до напрямку хіп-хоп.

## Список пісень
1. «Raw Shit» 4:16
2. «Hard Rhymin'» 4:41
3. «Rise» 4:08
4. «Can't Hold Us Back» 5:07
5. «Hard Truth Soldiers» 4:18
6. «Hannibal Lecture» (Paris solo) 3:50
7. «Rebirth of a Nation» 3:27
8. «Pump the Music, Pump the Sound» 2:28
9. «Make It Hardcore» 5:16
10. «They Call Me Flava» 3:09
11. «Plastic Nation» 3:03
12. «Coinsequences» 4:19
13. «Invisible Man» 4:29
14. «Hell No We Ain't All Right!» 4:31
15. «Watch the Door» 3:35
16. «Field Nigga Boogie» 5:10